# A2D (航空機)
A2D スカイシャーク
飛行するA2D-1 125480号機
(1954年撮影)
- 用途：急降下爆撃機、雷撃機→攻撃機
- 分類：艦上攻撃機
- 設計者：エドワード・ヘンリー・ハイネマン
- 製造者：ダグラス・エアクラフト社
- 運用者：

  -  アメリカ合衆国
    -  アメリカ海軍
- 初飛行：1950年3月26日
- 生産数：12機
- 退役：1952年（計画中止）
- 運用状況：退役
- 原型機：AD スカイレイダー

A2D スカイシャーク（Douglas A2D Skyshark ）は、アメリカ合衆国のダグラス社がアメリカ海軍向けに開発した艦上攻撃機。採用されたが、運用や量産は行われなかった。
愛称の「スカイシャーク (Skyshark)」は、空の鮫の意。

## 開発
A-1スカイレイダーの原型機XBT2D-1の初飛行後まもない1945年から開発が開始された。1947年9月25日には、XA2D-1として試作機の発注を受けた。試作機は2機製作され、1950年3月26日に初飛行した。尾翼などにA-1のものが流用されているが、エンジン換装などに伴い、胴体などは再設計されている。なお、エンジンはコックピット下に移されている。
性能はA-1と比較して、大幅な性能向上が認められたことから、A2D-1として採用され300機以上の発注が行われた。しかし、搭載しているアリソン社製XT-40ターボプロップエンジンは、ガスタービンを2基並列に設置し、一個の減速ギアボックスを介して連結し、一軸で二重反転プロペラを駆動するという複雑な構造であった。そのため、エンジンの信頼性が低く、振動や減速ギアの加熱問題が発生した。また、エンジンに起因して1950年12月に試作初号機が、1954年8月5日に生産2号機が墜落している。試作2号機では、エンジンの換装を行ったりしたが、海軍は1952年に開発をキャンセルし、新たにA4D スカイホーク ジェット攻撃機の開発をダグラス社に求めている。海軍からのキャンセル後も、エンジンの改良計画はしばらくの間、続けられたが、結局、実用には至らなかった。
生産機数は、試作型のXA2D-1が2機および生産型のA2D-1が10機である。

## 諸元

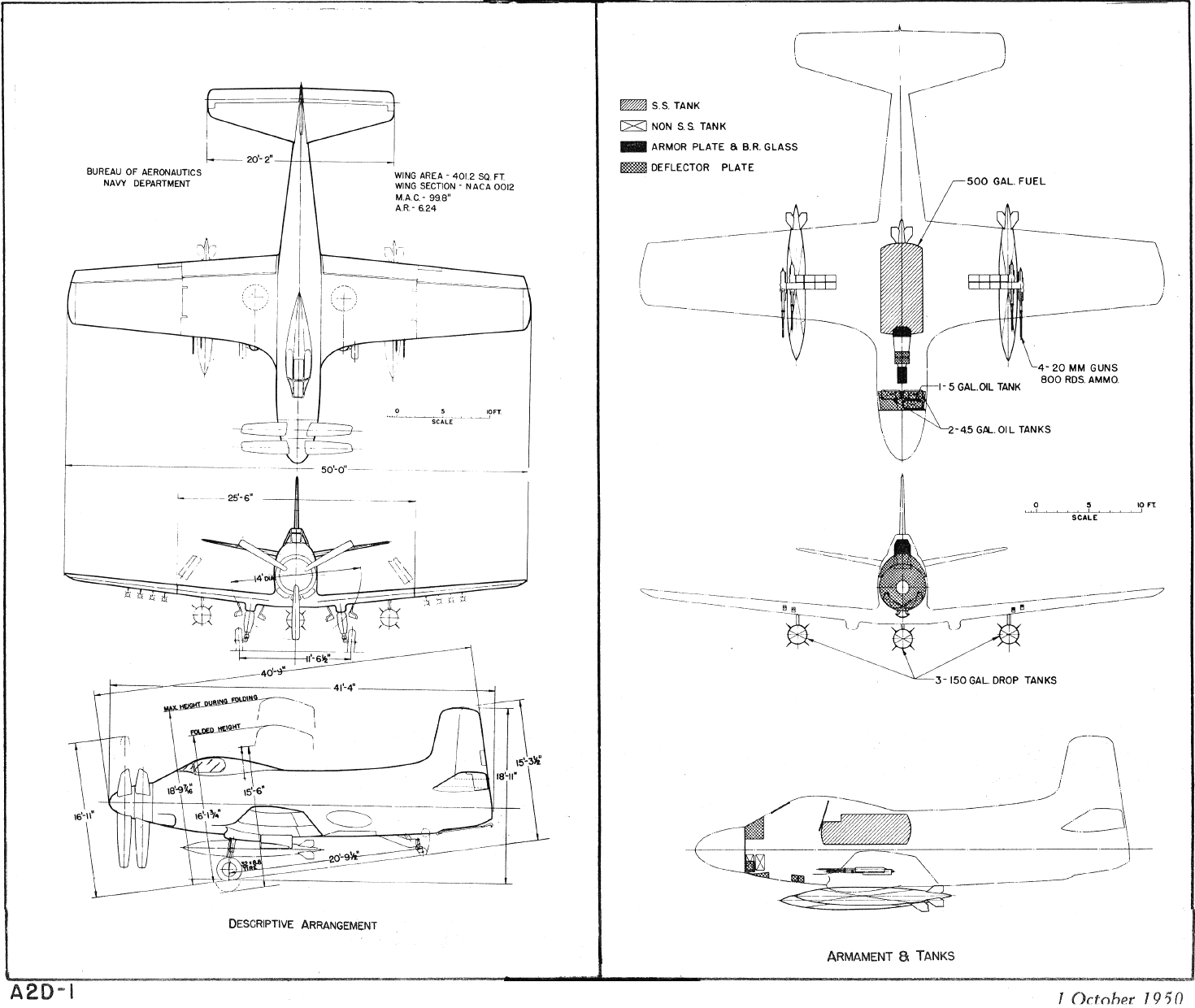
A2D-1 三面図

| 制式名称     | XA2D-1 / A2D-1                                               |
| ------------ | ------------------------------------------------------------ |
| 全幅         | 15.24m                                                       |
| 全長         | 12.58m                                                       |
| 全高         | 3.68m                                                        |
| 翼面積       | 37m2                                                         |
| 翼面荷重     | 230kg/m2                                                     |
| 自重         | 5,864kg                                                      |
| 正規全備重量 | 8,500kg                                                      |
| 最大離陸重量 | 10,436kg                                                     |
| 発動機       | アリソン XT-40-A-2 ターボプロップ（離昇5,100馬力）1基        |
| 最高速度     | 813km/h                                                      |
| 上昇限度     | 14,664km                                                     |
| 上昇力       | 5,000mまで2分15秒                                            |
| 航続距離     | 3,520km                                                      |
| 武装         | T3120mm機関砲 4門                                            |
| 爆装         | 2500kgまでの爆弾等を翼下10 胴体下1のハードポイントに搭載可能 |
| 生産数       | 12機                                                         |

## 各型
XA2D-1

試作型。2機製造。
A2D-1

量産型。10機製造。

## 現存する機体
| 型名  | 番号   | 機体写真 | 所在地                    | 所有者                                                        | 公開状況 | 状態     | 備考 |
| ----- | ------ | -------- | ------------------------- | ------------------------------------------------------------- | -------- | -------- | ---- |
| A2D-1 | 125485 |          | アメリカ カリフォルニア州 | サンディエゴ航空宇宙博物館 ギレスピー・フィールド・アネックス | 公開     | 静態展示 |      |